# Paul Sweezy
Paul Marlor Sweezy, född 10 april 1910 i New York, New York, död 27 februari 2004 i Larchmont, New York, var en amerikansk nationalekonom och professor, verksam vid bland annat Harvard University och London School of Economics. 
Sweezy studerade bland annat för Joseph Schumpeter. Tillsammans med Leo Huberman startade han år 1949 tidskriften Monthly Review. Sweezy framstod under efterkrigstiden som en ledande vänsterekonom som utifrån ett odogmatiskt marxistiskt perspektiv fått stor respekt. Hans främsta bidrag till ekonomisk teori är forskningen om kapitalismens strävan till monopolbildning, något som han beskrev tillsammans med Paul A. Baran i boken Monopoly Capital från 1966 (utgiven på svenska som Monopolkapitalet, 1970).